# Iceberg Peak
Iceberg Peak är en bergstopp i Kanada.   Den ligger i provinsen British Columbia, i den sydvästra delen av landet, 3 700 km väster om huvudstaden Ottawa. Toppen på Iceberg Peak är 1 982 meter över havet, eller 485 meter över den omgivande terrängen. Bredden vid basen är 2,3 km. Iceberg Peak ligger på Vancouver Island.
Terrängen runt Iceberg Peak är huvudsakligen bergig, men åt nordväst är den kuperad. Runt Iceberg Peak är det mycket glesbefolkat, med 4 invånare per kvadratkilometer.. Det finns inga samhällen i närheten. 
I omgivningarna runt Iceberg Peak växer i huvudsak barrskog.